# František Štafa
František Štafa (* 31. března 1932 Senice na Hané) byl český a československý politik Komunistické strany Československa, primátor hlavního města Prahy a poslanec Sněmovny lidu Federálního shromáždění za normalizace.

## Biografie
Vyučil se na strojního zámečníka a pak vystudoval dálkově večerní průmyslovku. Roku 1959 absolvoval Strojní fakultu Českého vysokého učení technického. Angažoval se i politicky. Zastával funkce v Československém svazu mládeže, na Městském výboru KSČ v Praze i na Ústředním výboru Komunistické strany Československa. V letech 1970–1981 byl vedoucím Úřadu předsednictva vlády ČSSR, od roku 1981 do roku 1988 působil na postu primátora hlavního města Prahy. V roce 1982 mu byl udělen Řád práce. Dne 25. listopadu 1982 byl kooptován za člena Ústředního výboru Komunistické strany Československa. XVII. sjezd KSČ ho ve funkci potvrdil.
Na kandidátní listinu v komunálních volbách v roce 1981 byl zařazen na poslední chvíli místo dosavadního primátora Zdeňka Zusky. Jeho nástup do funkce primátora byl výrazem personální obměny vedení hlavního města. Profiloval se jako technokrat a pragmatik, bez větší předchozí stranické kariéry. Jako první primátor měl inženýrský titul. Na postu primátora působil méně autoritativně než jeho předchůdce. Na radnici vnesl jisté uvolnění a otevřenost. Za jeho primátorství pokračovala masivní bytová panelová výstavba, došlo k dokončení Barrandovského mostu, rozšiřovaly se linie metra. Dokončena byla oprava historických domů podél Královské cesty a rekonstrukce některých významných budov. Zároveň se ale ukazovaly limity centrálního plánování a příznaky ekonomické stagnace města i celého státu. Jeho kariéra v čele hlavního města skončila roku 1988. V dubnu 1988 se předsedou Městského výboru KSČ v Praze stal Miroslav Štěpán a na jeho popud byl Štafa téhož roku vystřídán Zdeňkem Horčíkem.
Zasedal také v nejvyšším zákonodárném sboru. Po volbách roku 1981 usedl za KSČ do Sněmovny lidu (volební obvod č. 1 - Praha 1, hlavní město Praha). Křeslo nabyl až dodatečně v březnu 1983 po doplňovacích volbách. Mandát obhájil ve volbách roku 1986 (obvod Praha 4-sever). Ve Federálním shromáždění setrval do ledna 1990, kdy rezignoval na svůj post v rámci procesu kooptací do Federálního shromáždění po sametové revoluci.
Od roku 1991 je společníkem v Primera spol. s r.o. (od roku 1993 v likvidaci), v letech 2000–2002 byl členem dozorčí rady společnosti Futura, a.s., která mj. vydává Haló noviny.